# Dragon Age: Początek – Przebudzenie
Dragon Age: Początek – Przebudzenie (ang. Dragon Age: Origins – Awakening) – stworzony przez BioWare, a wydany przez Electronic Arts dodatek do komputerowej fabularnej gry akcji fantasy Dragon Age: Początek. Wprowadza do gry dodatkową kampanię fabularną, rozgrywającą się po wydarzeniach z podstawowej wersji, jak również nowe specjalizacje klas oraz umiejętności. Premiera dodatku miała na platformach Microsoft Windows, PlayStation 3 i Xbox 360 miała miejsce w marcu 2010 roku, z kolei na Mac 31 sierpnia 2010.

## Rozgrywka
W dodatku gracz może zaimportować swoją postać z Początku, o ile nie zginęła ona w jej finale, lub rozpocząć nową historię jako orlezjański Szary Strażnik. W przypadku wybrania nowej postaci wydarzenia z podstawowej wersji gry dostosowane są do kanonu, zaś po zaimportowaniu istniejącego już bohatera rozpoczyna on z tymi samymi statystykami, atrybutami, umiejętnościami i zaklęciami, jak również częścią zgromadzonego ekwipunku i kontynuuje jego historię. Dodatek wprowadza pięciu nowych kompanów, miejsca, zaklęcia, umiejętności, przedmioty i przeciwników, takich jak np. ognisty golem czy Królowa Czarnych Mokradeł, jak również podnosi maksymalny poziom doświadczenia, jaki może osiągnąć postać. W przeciwieństwie do podstawowej wersji gry, w Przebudzeniu postać nie może nawiązać romansu z bohaterami niezależnymi.

## Fabuła
Fabuła dodatku rozgrywa się pół roku po zabiciu arcydemona i zakończeniu Plagi, co stanowiło finał Początku. Gracz jako komendant Szarych Strażników obejmuje władzę nad arlatem Amarantu, przekazanym jego bractwu przez monarchę w ramach podziękowania za pomoc w walce z Plagą. Niedługo później natrafia on na ślad inteligentnego mrocznego pomiota, a aby zażegnać zagrożenie musi go odnaleźć i poznać jego zamiary.

## Odbiór
Gra spotkała się w większości z pozytywnym przyjęciem ze strony krytyków. Recenzent serwisu GameSpot wystawił jej ocenę 8/10, chwaląc system walki i zadań, krytykując jednak „rozczarowującą historię” i bohaterów, którzy zapadają w pamięć mniej niż ci z podstawowej wersji. Ocena 8,5/10 przyznana przez recenzenta serwisu IGN uzasadniona została stwierdzeniem, że gra przedstawia wspaniałą historię pełną niespodzianek i pamiętnych chwil, nie jest jednak tak klimatyczna jak oryginał. Michał Amielańczyk z czasopisma „CD-Action” ocenił grę na 7/10, chwaląc walkę i możliwość ponownego odwiedzenia świata Dragon Age, stwierdzając, że „to bardzo solidnie wykonany dodatek”, jednak „prócz drastycznego obniżenia poziomu trudności nie wnosi on do serii w zasadzie niczego nowego”.

## Obsada
| Postać         | Aktor               |
| -------------- | ------------------- |
| Anders         | Jacek Bończyk       |
| Justynian      | Robert Tondera      |
| Nathaniel Howe | Artur Kaczmarski    |
| Oghren         | Dariusz Odija       |
| Sigrun         | Brygida Turowska    |
| Architekt      | Mariusz Leszczyński |
| Matka          | Elżbieta Gaertner   |
| Varel          | Stefan Knothe       |
| Velanna        | Anna Gajewska       |
| Wynne          | Barbara Kałużna     |